# Ківу (озеро)
Ківу — озеро на кордоні Демократичної Республіки Конго і Руанди, у Великому Західному грабені. Одне з Великих Африканських озер. Розкинулось на висоті 1460 м над рівнем моря. Площа 2650 км², частково розташоване в національному парку Вірунґа.

## Географія
Площа поверхні озера дорівнює приблизно 2700 км². Озерна улоговина розташована в рифтовой долині, яка поступово розширюється, викликаючи вулканічну активність в регіоні і поглиблюючи озеро, максимальна глибина якого складає 480 метрів (16 місце за глибиною у світі). Озеро оточене горами.
На озері знаходиться один з найбільших розташованих в прісній воді островів світу — Іджві (Демократична Республіка Конго).
У 1948 році відбулося виверження розташованого поруч з озером вулкана Кітура. Озеро закипіло, і риба, що мешкає там, зварилася. Місцеві жителі із задоволенням їли варену рибу, виймаючи її з озера.

## Фауна

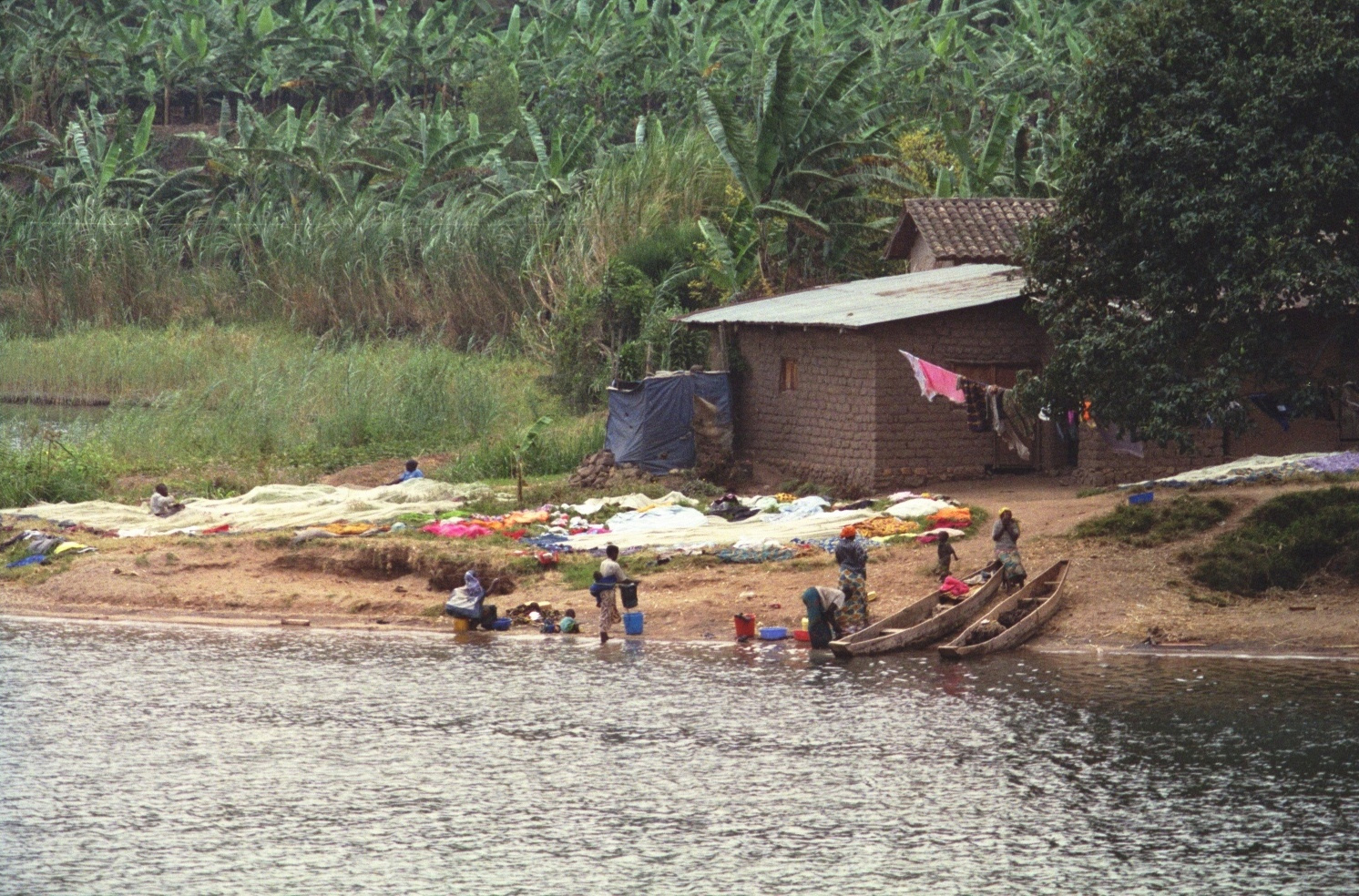

В озері водяться барбуси.

## Небезпека
Відрізняється від інших озер наявністю шарів вуглекислого газу і 55 мільярдів кубічних метрів метану на дні. Це дуже небезпечно, оскільки найменший землетрус або вулканічна активність можуть призвести до його вибуху. Тому два мільйони людей з довколишніх територій перебувають у постійному страху загинути від вибуху метану або від задухи вуглекислим газом.